# Endoniem en exoniem
Een endoniem is een topografische naam in de taal die in de desbetreffende plaats wordt gesproken. Een exoniem is een topografische naam in een andere taal dan de plaatselijke taal.

## Voorbeelden
Keulen is een Duitse stad. De Duitse naam Köln is dus het endoniem. De Nederlandse naam Keulen en de Franse en Engelse naam Cologne zijn exoniemen.
Warschau is het Duitse en Nederlandse exoniem voor de hoofdstad van Polen. Het endoniem is Warszawa.
Een ietwat bijzonder geval is de Italiaanse stad Florence, waarvan het Franse exoniem in Nederland gangbaar is, terwijl het endoniem Firenze in Vlaanderen wordt gebezigd.

## Geschiedenis
Vaak wordt gezegd dat het endoniem de oorspronkelijke naam is, maar dat is in werkelijkheid zelden het geval.
In oude documenten kan men haast altijd lezen dat een stad vroeger anders heette.
De stad Keulen heette in de Romeinse tijd Colonia.
Alle moderne namen (Köln, Keulen, Cologne) zijn daar verbasteringen van en Köln is alleen maar endoniem omdat het de naam is in de huidige taal die daar gesproken wordt.
Een ander duidelijk voorbeeld is het Franse Dunkerque, dat vroeger in Nederlandstalig gebied lag en Duinkerke heette. Hier is het exoniem ouder dan het endoniem.
Exoniemen zijn meestal vanouds bekend. Ze komen vooral voor bij grensplaatsen, plaatsen in tweetalige gebieden, havensteden, en andere steden die van internationaal belang zijn of geweest zijn. Zo heeft de Zweedse havenstad Göteborg een aloud Nederlands exoniem Gotenburg en een Engels exoniem Gothenburg doordat de stad in de 17e eeuw mede met de hulp van Nederlanders en Schotten werd gebouwd en tot ontwikkeling werd gebracht en in de daaropvolgende eeuwen hechte handelsbetrekkingen met beide landen onderhield. Ook de Nederlandse stad Vlissingen heeft vele exoniemen (Flushing, Flessingue, Flessinga, Flesinga enz.) omdat de stad in de gouden eeuw een belangrijke handelsstad was. Deze namen worden nog steeds gebruikt.
Plaatsen die slechts recent in het buitenland bekend werden, zoals Benidorm, hebben geen exoniem. Ook betrekkelijk weinig plaatsen in de Nieuwe Wereld hebben exoniemen. Bovendien zijn sommige exoniemen in recentere tijd in onbruik geraakt: in plaats van Brunswijk, Kantelberg en Elseneur zegt men Braunschweig, Canterbury en Helsingør.
Soms wordt verlangd dat men in het buitenland dezelfde naam hanteert, met andere woorden dat een exoniem niet gewenst is. Een voorbeeld hiervan is Cambodja, waarvan het huidige endoniem Kampuchea is - in feite dezelfde naam in een andere taal - en de regering verlangt dat die naam ook in het buitenland wordt gehanteerd. Een ander voorbeeld is Ivoorkust, dat in het Engels Côte d'Ivoire 'moet' worden genoemd en niet meer Ivory Coast.
Ten slotte: de oude Nederlandse naam Friesland is in zekere zin een exoniem en men heeft besloten dat de provincie officieel 'Fryslân' heet.

## Overeenkomst
Soms is er slechts een miniem verschil tussen een endoniem en het bijbehorende exoniem, bijvoorbeeld een accentteken dat wordt weggelaten, zoals in Panamá. In sommige gevallen is er echter een groot verschil tussen, zoals het endoniem Lille en het exoniem Rijsel of het endoniem Nederland en het Franstalige exoniem Pays-Bas.
Plaatsnamen als Duisburg en Hamburg worden in het Nederlands hetzelfde geschreven als in het Duits, maar duidelijk anders uitgesproken, wat van de Nederlandse namen in zekere zin ook exoniemen maakt. De naam van de Duitse hoofdstad - waarvan het Nederlandse exoniem Berlijn is - wordt in het Frans, Duits en Engels geschreven als Berlin, maar de uitspraak is in alle drie deze talen heel verschillend. Alleen de Duitse naam kan hierdoor in feite als het endoniem worden beschouwd.
Omgekeerd kan ook voorkomen, zoals de Hongaarse naam Amszterdam voor Amsterdam. De sz is nodig om te zorgen dat de klank als s wordt uitgesproken in plaats van sj; de uitspraak in het Hongaars is hetzelfde als in het Nederlands.

## Gebruik
De wegwijzers in Nederland en het spoorboekje van de NS vermelden in principe alleen endoniemen (een enkele keer is een oude wegwijzer te vinden met een exoniem). Wegwijzers in België vermelden de exoniemen primair, met het endoniem vaak tussen haakjes, tenzij het een plaats in een ander Belgisch gewest betrof, dus een naam van een plaats in Wallonië op een Vlaamse wegwijzer of omgekeerd. Sinds 2023 echter wordt geleidelijk aan op verkeersborden ook in die gevallen het endoniem gebruikt (Liège in plaats van Luik bijvoorbeeld). Deze praktijk werd evenwel strijdig bevonden met de Belgische taalwetgeving, zodat nieuw geplaatste borden in Vlaanderen opnieuw enkel het exoniem vermelden.
Voor het Nederlands houdt de Taalunie op een website bij welke Nederlandstalige exoniemen overeenkomen met welke endoniemen.

## Afwijkende alfabetten
Indien een endoniem uit een taal komt, die met een ander alfabet of schriftsysteem geschreven wordt, zoals het Arabisch of het Chinees, komt het in de praktijk vaak voor dat er alternatieve schrijfwijzen van dit endoniem bestaan, afhankelijk van het gebruikte transcriptiesysteem. Dit resulteert in spellingvarianten zoals Kiev, Kíev, Kiëv, Kiew, Kijev, die overigens alle van het Russisch afgeleide exoniemen zijn. Het endoniem is Kyjiv (Engels: Kyiv, Oekraïens: Київ).
Vaak geeft het exoniem in zo'n geval beter aan wat de juiste uitspraak is. De stad Bordeaux heeft in de meeste westerse talen dezelfde naam, men wordt geacht te weten wat de uitspraak is. Het Russische exoniem is echter Бордо, Bordo, en daarmee is de uitspraak duidelijk.